# 卡诺达尔
卡诺达尔（Kanodar），是印度古吉拉特邦Banas Kantha县的一个城镇。总人口11128（2001年）。

## 人口
该地2001年总人口11128人，其中男性5615人，女性5513人；0—6岁人口1627人，其中男868人，女759人；识字率74.16%，其中男性为79.61%，女性为68.60%。